# Asistență socială
 Asistența socială  este o disciplină academică și o profesie bazată pe practică, care se preocupă de indivizi, familii, grupuri, comunități și societate în ansamblu, într-un efort de a satisface nevoile de bază și de a spori funcționarea socială, autodeterminarea, responsabilitatea colectivă, sănătatea optimă, și bunăstare generală. Funcționarea socială este definită ca fiind capacitatea unui individ de a-și îndeplini rolurile sociale în interiorul propriului sine, al mediului său social imediat și al societății în general. Asistența socială aplică domenii, cum ar fi sociologia  , psihologia , biologie umană, științe politice, sănătate , dezvoltare comunitară, drept  și economie  , pentru a lucra cu indivizi pe tot parcursul vieții, a se angaja cu sistemele clienților, a efectua evaluări și a dezvolta intervenții pentru rezolvarea problemelor sociale, a problemelor personale și pentru a aduce schimbări sociale 

## Definiție
Asistența socială este o profesie largă care se intersectează cu mai multe discipline. Organizațiile de asistență socială oferă următoarea definiție:
„Asistența socială conform  Federația Internațională a Asistenților Sociali este o profesie bazată pe practică și o disciplină academică care promovează schimbarea și dezvoltarea socială, coeziunea socială și sprijinirea oamenilor. Principiile justiției sociale, drepturile omului, responsabilitatea colectivă și respectarea diversităților sunt esențiale pentru activitatea socială. Bazată pe teoriile asistenței sociale, științelor sociale, științelor umaniste și cunoștințelor indigene, asistența socială angajează oameni și structuri pentru a aborda provocările vieții și pentru a spori bunăstarea.

## Modele teoretice
Asistența socială este o profesie interdisciplinară, ceea ce înseamnă că trage dintr-o serie de domenii, cum ar fi (dar nu limitat la) psihologie,  sociologie, politică, criminologie, economie, ecologie, educați, sănătate, drept, filosofie, antropologie și consiliere, inclusiv psihoterapie. Munca pe teren este o atribuire distinctă pedagogiei asistenței sociale. Acest lucru se dorește cursantului să înțeleagă teoriile și modelele din domeniul muncii. Practicanții profesioniști din aspecte multiculturale își au rădăcinile în aceste angajamente de jurnalism în munca socială de la începutul secolului al XIX-lea în țările occidentale. De exemplu, iată câteva dintre modelele și teoriile utilizate în practica de asistență socială:
- Muncă de caz social
- Munca în grup social
- Organizație comunitara
- Munca socială financiară
- Interviuri motivaționale
- Asistență socială medicală
- Terapia de familie
- Pledoarie
- Știința prevenirii
- Management de proiect

## Roluri și funcții
Asistenții sociali joacă multe roluri în mediile de sănătate mintală, inclusiv cele de manager de caz, avocat, administrator și terapeut. Funcțiile majore ale unui asistent social psihiatric sunt promovarea și prevenirea, tratamentul și reabilitarea. Asistenții sociali pot practica, de asemenea:
- Consiliere și psihoterapie
- Managementul cazurilor și servicii de asistență
- Intervenția în criză
- Psihoeducație
- Reabilitare și recuperare psihiatrică

Asistenții sociali psihiatrici efectuează evaluări psihosociale ale pacienților și lucrează pentru a îmbunătăți comunicarea pacientului și a familiei cu membrii echipei medicale.

## Beneficii de asistență socială
România
- prevenirea și combaterea sărăciei și riscului de excluziune socială;
- susținerea copilului și familiei;
- sprijinirea persoanelor cu nevoi speciale;
- situații deosebite.

Beneficiile de asistență socială se acordă în bani sau în natură și cuprind alocații, indemnizații, ajutoare sociale și facilități..